# Борниш, Роже
Роже Борниш (фр. Roger Borniche; 7 июня 1919, Виней-Сен-Фирмен, департамент Уаза, Франция — 16 июня 2020) — французский детектив и писатель.

## Биография
Служил в армии режима Виши, затем в Национальной полиции Франции. За помощь движению Сопротивления разыскивался оккупационными властями и был вторично приглашён в полицию уже после освобождения Парижа. Служил в Бригаде по борьбе с бандитизмом (фр. Brigade de répression du banditisme (BRB)) при Генеральной дирекции национальной безопасности (фр. Direction générale de la Sûreté nationale), которой руководил главный комиссар Шарль Шеневие (фр. commissaire principal Charles Chenevier). Осуществил более 500 арестов, из которых более 100 в отношении вооружённых преступников. Вышел в отставку в звании старшего инспектора, получив разрешение министра внутренних дел заниматься частным сыском. Автор литературных произведений, по некоторым из которых поставлены фильмы.

### Аресты
- Эмиль Бюиссон, 10 июня 1950;
- Рене Жирье, 26 января 1951;
- Пьер Карро, известный как Пьеро Чокнутый № 2[6].

### Награды
Получил благодарность Республики за арест врага общества № 1 Эмиля Бюиссона. Также награждён почётной медалью Национальной полиции «в знак признания его заслуг и преданности, которые он продемонстрировал при исполнении своих обязанностей».

## Творчество
- Роман «Банда» (опубликован на русском языке под названием «Гангстеры» в 1994 году).
- Фильм «Полицейская история» (1975), в роли Борниша Ален Делон.
- Фильм «Банда» (1977), в роли Лутреля также Ален Делон.